# Agathia zonaria
Agathia zonaria là một loài bướm đêm trong họ Geometridae.